# Sondage roulant
En statistiques, un sondage roulant, aussi appelé rolling, est un sondage répété à intervalle, la plupart du temps ses valeurs moyennes étant calculées sur une fenêtre à la traîne (trailing window). Par exemple, un sondage roulant sur une semaine utilise les données obtenues la semaine passée et néglige les autres données recueillies, suivant le principe d'une moyenne mobile.
L'un des avantages-clés de ce type de sondage est que sa tendance corrige les biais : si un sondage « classique » surestime ou sous-estime constamment un comportement, la tendance du sondage roulant reflète correctement la hausse ou la baisse d'un tel comportement. 
Par contre, l'estimation de la tendance est plus difficile et prête à erreurs qu'estimer un niveau. Intuitivement, si quelqu'un estime un changement, la différence entre deux nombres X et Y, alors il doit tenir compte à la fois de l'erreur sur X et sur Y, sinon les informations calculées sont entachées de « bruit » statistique (pour plus de détails, voir test t de Student).